# برفيرية جلدية آجلة
البُرْفيرِيَّةٌ الجِلْدِيَّةُ الآجِلَةُ هي أكثر الأنواع شيوعاً للبرفيريا. سمّي المرض بهذا الاسم لأنه عبارة عن برفيريا تظهر بأعراض على الجلد في وقت لاحق. ينشأ المرض نتيجة مستويات منخفضة من الإنزيم المسئول عن الخطوة الخامسة في تصنيع الهيم. الهيم هو مكون حيوي لكل أعضاء الجسم وهو أحد مكونات الهيموجلوبين -الجزئ الحامل للأكسجين في الدم.
البُرْفيرِيَّةٌ الكَبِدِيَّة المُكَوِّنَةُ لِلحُمْر Hepatoerythropoietic porphyria تم وصفها على أنها أحد أشكال البرفيرية الجلدية الآجلة، على الرغم من أنها يمكن أن تحدث نتيجة طفرتين مخلفتين في نفس الموضع.

## العلامات والأعراض
البرفيرية الجلدية الآجلة يشار إليها PCT تعتبر النوع الأكثر شيوعاً للأمراض البرفيرية.
يتميز المرض بانفكاك الأظافر وظهور حويصلات في المناطق المعرضة من الجلد لمستويات أعلى من أشعة الشمس.
السبب الرئيس لذلك المرض هو انزيم (Uroporphyrinogen Decarboxylase - UROD) انزيم عصاري خلوي وهو أحد الخطوات في المسار الإنزيمي المسئول عن تصنيع الهيم. على الرغم من أن نقص ذلك الإنرم هو السبب المباشر والرئيسي المؤدي لحدوث المرض إلا إنه توجد من العديد من عوامل الخطر البيئية والجينية المرتبطة بدوث البرفيرية الجلدية الآجلة.
يلجأ المرضى للعلاج في المقام الأول نتيجة ظهور حويصلات وتآكل في الجلد في المناطق المعرضة للشمس. توجد على الوجه، اليدين، الذراعين، وأسفل الساقين. تلتئم ببطء مخلفةً ندوب. يوجد العديد من الأعراض الجلدية الأخرى مثل زيادة تصبغ الجلد كما لو أن المريض قد حصل على وقد يحدث فرط الشعر خاصة على الخدين.
البرفيرية الجلدية الآجلة هي حالة مزمنة، والأعراض الخارجية قد

## التشخيص

### التصنيف
يتم تقسيم البرفيرية الجلدية الآجلة في بعض المصادر إلى نوعين: فردية وعائلية. مصادر أخرى تتضمن نوع ثالت، ولكنها أقل شيوعاً.

## العلاج
منذ لأن البرفيرية الجلدية الآجلة هي حالة مزمنة وبالتالي فإن المعالجة الشاملة هي أكثر أنواع العلاج فعالية. في الأساس يتجنب المرضى شرب الكحوليات، مكملات الحديد، التعرض للشمس خاصة في الصيف، وأيضاً الإستروجين والهيدروكربونات كل تلك قد تضاعف من الحالة.
بالإضافة، علاج زيادة الحديد من الممكن علاجه عن طريق حيث يتم تصفية جزء من دم المريض. جرعات منخفضة من أدوية علاج الملاريا من الممكن اعطاؤها. تقوم الأدوية بإزالة البرفيرينات الزائدة من الكبد عن طريق زيادة معدل استخراجها. من الممكن رؤية التحسن في خلال 6-12 شهراً. في الأصل كان يوصى باستعمال جرعات عالية ولكن لم يعد ينصح بذلك نتيجة سمية الكبد التي قد تحدث نتيجة ذلك. أخيراً، منيجة الارتباط الوثيق بين البرفيرية الجلدية الآجلة والتهاب الكبدي C، وبالتالي فإن علاج الالتهاب الكبدي C يكون مساعداً في علاج البرفيرية الجلدية الآجلة.

## الإبدميولوجيا
تنتشر البرفيرية الجلدية الآجلة بمعدل فرد لكل 10000. حوالي 80% من الحالات تكون منفردة. الدقيقة ليست واضحة وذلك لأن العديد من المرضى لا تظهر عليهم أية أعراض

## المجتمع والثقافة
كانت البرفيرية الجلدية الآجلة محور الخرافات الخاصة بمصاصي الدماء. وذلك لأن المرضى المصابون يميلون لتجنب الشمس نتيجة الحساسية منها وبالتالي يكون لديهم وجه صغير وشحوب ويحتاجون إلى نقل دم. فرط الشعر أيضاً سيعطي إيحاء بالمظهر صغير السن.
فرقة الروك AFI سمت أحد أغانيها في الألبوم الرابع بالبرفيرية الجلدية الآجلة والذي تم طرحه في 8مايو، 1999.